# Cratere Gwash
Gwash  è un cratere sulla superficie di Marte.